# Вранке
Вранке (словен. Vranke) — поселення в общині Луковиця, Осреднєсловенський регіон, Словенія. 
Висота над рівнем моря: 554,4 м.